# Neobus (producent)
Neobus - były serbski producent autobusów miejskich i turystycznych z siedzibą w Novi Sadzie 

## Historia

### Autokaroserija Novi Sad i współpraca z koncernem TAM
Zakłady pierwotnie znane jako Autokaroserija Novi Sad powstały w 1952 r na bazie warsztatu Stražilovo, i wytwarzały autobusy miejskie i podmiejskie dla koncernu TAM Maribor. Zakład zatrudniał 15 osób i zajmował się produkcją, naprawą i odbudową nadwozi. Pierwsze relacje biznesowe zakład nawiązał z TAM w Mariborze. W czerwcu 1964 r. posterunek wojskowy Armii Jugosłowiańskiej uległa mariażowi z Autokaroserija Novi Sad, zwiększając liczbę pracowników o ponad 100 osób i o nowy teren. Końcem roku przeniesiono produkcję kabin do ciągników siodłowych z TAM do Autokaroseriji, zwiększając o kolejnych 40 pracowników. Z biegiem lat relacja rozwinęła się, m.in. poprzez kooperację techniczną, i w 1973 r rozpoczął się proces integracji z TAM.  W 1974 r zakład wybudował pierwsze pojazdy na podwoziu Volvo B58 dla GSP Novi Sad. Te stały się rozpoznawalne jako "Volva z trzema oknami" z przodu i z tyłu. Projektantem nadwozia był Ivan Perić, który wzorował się na projekcie Leylanda National Oficjalnie, 9 grudnia 1974 r zakłady Autokaroserija stały się częścią TAM Maribor, przyjmując status podstawowej organizacji pracy zbiorowej (Osnovna organizacija udruženog rada, OOUR) i nazwę TAM Maribor, OOUR Autokaroserija Novi Sad, trzy lata później jednostką biznesową - organizacją pracy (Radna organizacija, R.O), z głównym profilem produkcji ciężarówek i pojazdów specjalnych. 7 lutego 1978 r OOUR "Autokaroserija" razem z siedmioma jednostkami przyjęły wspólne porozumienie o utworzeniu SOUR ZIV TAM Maribor, ulegając przemianowaniu RO ZIV TAM Autokaroserija, Novi Sad.  W 1982 r pojawił się pierwszy autobus przegubowy z nadwoziem Autokaroseriji. Autobusy z karoserią Autokaroserija różniły się nadwoziami z siostrzanej Avtomontaza Lubjany stosowaniem przez lubjańskie zakłady nadwozi licencyjnych MAN SL xx2. Siedziba przedsiębiorstwa znajdowała się na 5 Filipa Street. Zakłądy "Zadrugar" połączyły się z Autokaroseriją. Autokaroserija uległa ponownej zmianie nazwy na rzecz Zrzeszenia Producentów Pojazdów Mechanicznych - TAM, Maribor, 20 stycznia 1984 r. Relokacja nastąpiła na końcu 1987 r do Strefy Przemysłwoej Novi Sad, 19 Novosadskog partizanskog odreda Road, Novi Sad, z halą produkcyjną pomieszczeniem o powierzchni 15 000 m² wyposażoną w nowoczesny park maszynowy, zatrudnieniem rzędu 700 pracowników i produkcją 700 pojazdów rocznie. Zakłady te od 1986 r wytwarzały nową serię autobusów miejskich i podmiejskich, TAM 260A o długości 12 m i 260 konnym silnikiem chłodzonym powietrzem. Przegubowy wariant pojawił się dwa lata później, TAM 260 A 180. Eksport pojazdów odbywał się do m.in. Niemiec, Syrii (na podwoziu FAP), Arabii Saudyjskiej. Od 1987 r zakłądy nazywały się TAM-Autokaroserija.

### Rozpad TAM, powstanie Neobus i bankructwo

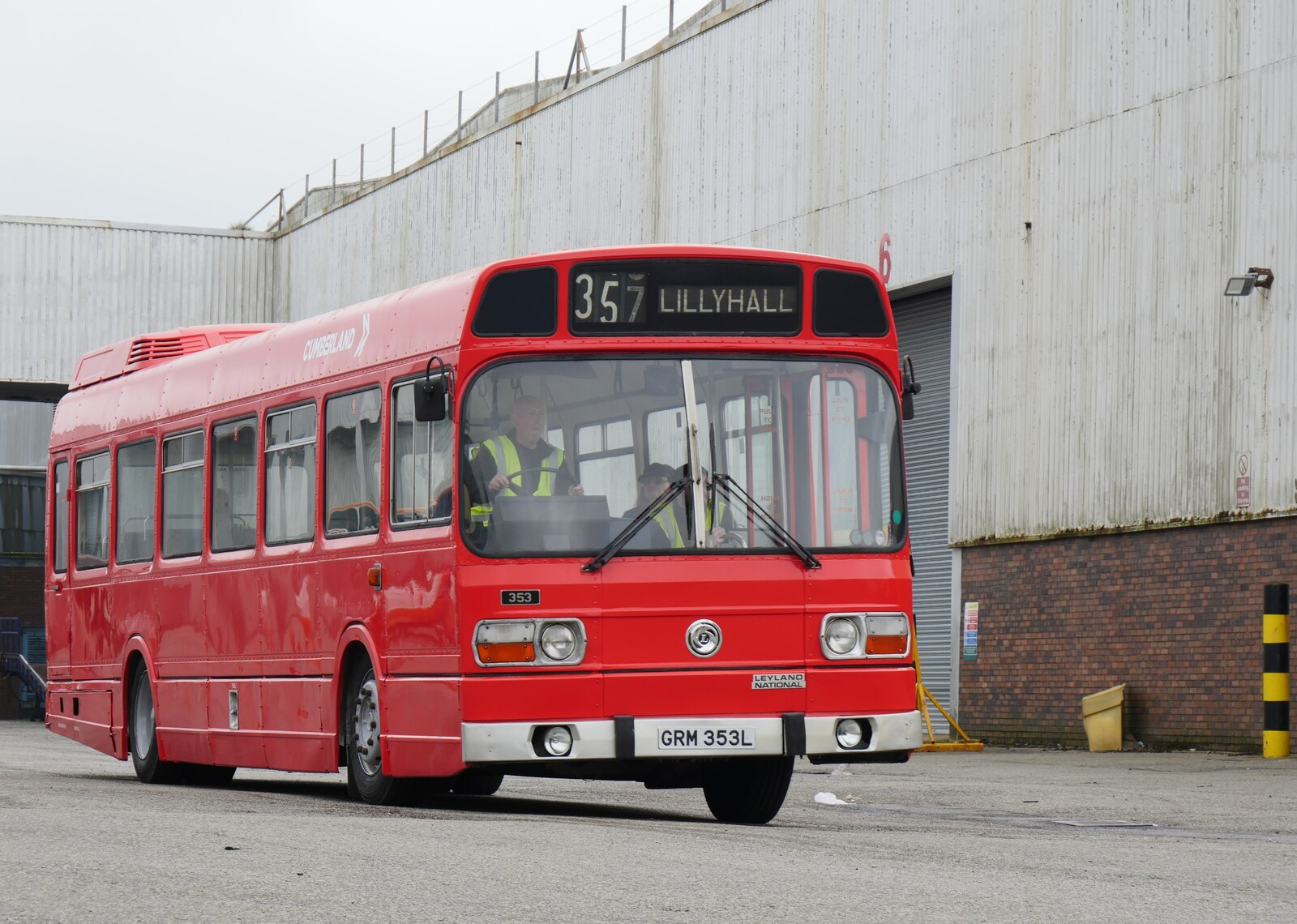
Model Leyland National stał się wzorcem do zaprojektowania autorskiego nadwozia Autokaroseriji dla podwozi Volvo B59.

Rozpad Jugosławii przyczynił się do upadku koncernu TAM, straty pozycji rynkowej i sankcji ze strony ONZ. Autokaroserija przekształciła się w firmę Neobus. Głównym profilem produkcji stała się modernizacja starych pojazdów przy niewielkiej liczbowo produkcji nowych z uwagi na niedobór środków finansowych wielu przedsiębiorstw komunikacyjnych na wymianę taboru. Prowadzono równocześnie prace rozwojowe nad autobusami miejskimi (prototyp o standardowej wysokości podłogi, silnikiem Mercedesa został sprzedany firmie Autosaobraćaj, podobne pojazdy sprzedano przedsiębiorstwom Lasta, Autobanat, GSP Pristina itp.; wersja przegubowa zaprezentowana w 1994 r była oferowana alternatywnie z napędem MAN) i opracowano autobusy międzymiastowe i turystyczne. Prototypy sprzedano do 7. juli w Šabac i Lasty w Belgradzie. Wersje oparte na węgierskim podwoziu Csepel 875/21 wyeksportowano do Węgier i instytutu medycznego Kaluga w Rosji.
Pierwsze niskopodłogowe autobusy przegubowe (na komponentach Raby) zostały wyprodukowane w 1996 r, ich prototypy prezentowano podczas Belgradzkich Targów Pojazdów Użytkowych. Model 25.180 PN posiadał własne podwozie, silnik Raba D10 I 3-biegową automatyczną skrzynię biegów Voith. Model trafił do przedsiębiorstwa do Autotransportu z Kraljewa.P Zakłady otrzymały zezwolenia niemieckiego Mercedes-Benz i angielskiego Dennis na umieszczenie ich znaków firmowych na nadwoziach Autokaroserija. Produkcja w 1996 r wyniosła ok. 150 szt. Zakłady ściśle współpracowały z koncernem Volvo, opierając swoje modele na podwoziach Szwedów (głównie B10M).  W II połowie lat. 90 wyprodukowało serię autobusów turystycznych na podwoziu Mercedes-Benz, dalszy rozwój uniemożliwił wybuch wojny w Kosowie w 1999 r. Neobus zbankrutował w 1999 r z powodu kłopotów finansowych, dwa lata później serbska rządowa agencja prywatyzacyjna ogłosiła aukcję. 

### Prywatyzacja Neobus, dynamiczny rozwój zakładów i współpraca z Volvo
W październiku 2004 r Alaa Maghrabi Mohamedali zakupił przedsiębiorstwo w ramach aukcji. Motywowany chęcią zakupu autobusów do własnej firmy, po uzyskaniu informacji o sprzedaży zakładu produkcyjnego w ramach aukcji, zadecydował o jej zakupie. Neobus wygrał przetarg na skarosowanie podwozi Volvo B7R LE w 2005 r. Zamówienie uległo opóźnieniom i przyczyniło się do nałożenia milionowych kar. We wrześniu 2005 r efektem stało się zaprezentowanie modelu 501 G, pierwszego seryjnie produkowanego serbskiego autobusu  niskopodłogowego. Największa odnotowana produkcja wyniosła ok. 700 pojazdów (przy zatrudnieniu liczącym tyle samo) w 1989 r. Dla porównania, w 2011 r licząca 200 osób załoga dostarczyła 56 pojazdów. Długoletnim partnerem biznesowym Neobus było Volvo Bus Corporation dostarczające podwozia, natomiast największym odbiorcą od ponad 30 lat był JGSP Novi Sad. Poza nimi, zamówienia na Neobus składały,  m.in. KAVIM Serbia, SP Lasta Belgrad, Veolia Transdev. Oficjalnie, w 2006 r Neobus podpisał kontrakt ze Volvo na wyłącznego dostawcę podwozi w regionie Europy Południowo-Wschodniej. Grudniem 2006 r Neobus miało wyprodukować nadwozia dla 25 podwozi Volvo B9L dla JGSP Novi Sad. Były to pierwsze niskopodłogowe autobusy dla przedsiębiorstwa z Novego Sadu i pierwsze z silnikami Euro 4. Przetarg na 25 Neobusów NB 503 wyniósł 322 778 191,30 dinarów  dla spółki FFB KOMERC. Dostawa pierwszych autobusów została zaplanowana na marzec 2007 r (z powodu opóźnień w dostawie szyb z huty Pancevo w wyniku 10-dniowego strajku, dodatkowego wymogu instalacji wlewu paliwa po obu stronach pojazdu wymuszającego zmianę dokumentacji technicznej i niedostarczenie homologacji nowych pojazdów dla GSP przed dostawą, co producent wskazał na brak takowego zapisu w umowie, wszystkie 25 pojazdów finalnie pojawiło się w lipcu). W międzyczasie, zakład zapłacił karę za opóźnienia w modernizacji istniejących pojazdów, tłumacząc opóźnieniami w dostawie foteli z Polski. Zatrudnienie wynosiło ponad 400% stanu ze poprzedniego roku, a w planach było zatrudnienie dodatkowych 28 z uwagi na zakontraktowane 52 pojazdy.  W 2006 r wyprodukowano 38 autobusów, zaś na rok 2007 przewidywano wyprodukowanie 100. Neobus przeprowadzał remonty floty pojazdów należących do właściciela Maghrabiego, m.in. od kwietnia 2007 r dokonał wymiany nadwozia 26 Sanosów S415 na te znane z modeli Neobus NB 407 VT i doposażył w wydajne klimatyzatory, zbiorniki wody pitnej, zwiększony zbiornik paliwa, dach segmentowy itp. Zakłady kończyły w czerwcu produkcję 26 autobusów klasy turystycznej dla muzułmańskich pielgrzymów do Mekki, dla "Alla Maghrabi Haji Transport Company", właściciela Neobusa. 15 mikrobusów Mercury i 11 12-metrowych Solle miały trafić do końca sierpnia do Arabii Saudyjskiej. Charakteryzowały się systemem klimatyzacji z osobnym napędem, działającym również przy wyłączonym silniku pojazdu, specjalnymi zbiornikami z wodą techniczną do rytualnego mycia i otwieranym dachem. W planach była dostawa kolejnych 25 autobusów. Jeden z autobusów Solle był w istocie zmodernizowanym Sanosem S 415  Fabryka Neobus angażowała się również w społecznie, organizując turniej szachowy dla dzieci. Nagrodzono zespół z Noviego Sadu i pojazd o numerze taborowym 731, który przejechał 831 578 km bez remontu generalnego (Neobus 405 GZ). We wrześniu, podpisało umowę na remont 24 10-letnich pojazdów 405G na podwoziu Volvo B10M polegający na kompletnej wymianie nadwozia na nowe stosowane w ówcześnie oferowanych modelach producenta, i odświeżeniu wnętrza poprzez wymianę foteli i montaż elektronicznych wyświetlaczy informacyjnych Wsparcia finansowego Neobus dokonał Fundusz Rozwoju Prowincji, dzięki niej zakłady mogły zakupić nowoczesne maszyny produkcyjne, zatrudnić dodatkowe 75 osób i uruchomić produkcję nowych modeli. 70% akcji było w posiadaniu Maghrabiego, pozostałych 30% pracownicy. Do grudnia 2007 r wyprodukowano 82 autobusy. W kolejnych miesiącach dostawy obejmowały modele Citta i Terra dla zakładów transportowych, których właścicielem był izraelski Kavim Public, do kwietnia zamawiając ok. 40 pojazdów różnych modeli.Podczas kwietniowych targów Beotruck 08 zaprezentowano najbardziej luksusowy autokar przegubowy o nazwie Eternal (cechujący się nadwoziem w całości wykonanym ze stali nierdzewnej, technicznie spokrewnionym modelem Terra), model autobusu podmiejskiego na autorskim podwoziu Neobusa, Adequat, oraz model Universo (przezywany "jachtem na drodze", duma programu produkcyjnego producenta). Zakłady Neobus odwiedzili przedstawiciele Austriackiej Agencji Rozwoju (ADA) i Funduszu Wsparcia Inwestycji w Wojwodinie, gdzie Austriacy chcieli nawiązać współpracę z regionalnymi zakładami z branży motoryzacyjnej.  Miesiąc później, Rada Miejska Konfederacji Niezależnych Związków Zawodowych Miasta Nowy Sad przyznały Nagrodę 1 Maja. Plany zakładów Neobus na rok 2009 zakładały sprzedaż na rynek holenderski 432 autobusów międzymiastowych (prawdopodobnie modeli Lexio) z czym wiązał się pilotażowy program dostawy trzech pojazdów, a następnie eksport 12 autobusów miesięcznie, za co zakłady miały otrzymać 25 mln euro. Ponadto producent przymierzał się do umowy na eksport autobusów do Izraela i próbę ekspansji rynków Rumunii, Bułgarii oraz Rosji (konkurując na tym polu z Ikarbusem). Planom ku realizacji stała kwestia braku pieniędzy, czego przykładem była niemożność sprzedaży pierwszego kontyngentu autobusów miejskich Banja Luce, za to przymierzano się do sprzedaży autobusów Eternal (cena od 170 do 210 000 euro) Neobus otrzymał nowe zamówienie ze strony firmy Maghrabiego na 30 pojazdów Adequat na podwoziu własnym i silnikiem FAMOS. Było to piąte zamówienie dla Arabii Saudyjskiej - poprzednie miały miejsce, kolejno w 1984, 1987 r (TAM 190 A11 P) i 1988 (TAM 190 A 110 P) Obok umowy z holenderskim VDL Bus & Coach, Neobus przymierzał się do kontraktu na opracowanie luksusowego midibusu z hiszpańskim Ayats. W trakcie produkcji był prototyp, którego pozytywna weryfikacja miała zaowocować dostarczeniem 50 pojazdów tego typu. Dostarczenie 45 pojazdów dla Lasty i Veolii. Dostarczono 25 pojazdów miejskich dla Veolia Transdev w Belgradzie w październiku 2011  Technologia wdrożona na potrzeby produkcji modelu VDL została wykorzystana do opracowania miejskiego modelu Citta LEA. Ponadto zapożyczono kilka elementów, w tym lusterka wsteczne.

### Konflikt Neobus-VDL
W grudniu 2008 r ogłoszono zawarcie współpracy z serbskim Neobusem na produkcję od przyszłego roku modelu Lexio i budowę linii produkcyjnej w Novi Sadzie. Inicjatywa produkcji z przeznaczeniem na Holandię wyszła ze strony VDL z uwagi na konkurencję ze strony tureckich producentów (oferta holenderskiego producenta była wyceniana na 180 000 euro, natomiast konkurencyjna Temsa Tourmalin kosztowała 20 tys. euro mniej) i celem redukcji kosztów zaoferowało Neobusowi 3-letni kontrakt na budowę 150 pojazdów Lexio rocznie (tj. 14 pojazdów miesięcznie). Wedle planów firmy, 70% produkcji miało trafić na rynki zagraniczne, a zatrudnienie znaleźć 60 pracowników (przy stanie 220). Wyrażono zadowolenie ze wsparcia Funduszu, który to umożliwił Neobusowi radzenie sobie z trudnościami za którymi stał stale wzrastający kurs euro (i co za tym idzie, drożejący koszt importu materiałów i podzespołów) i ponadnormatywnie wysokie stopy procentowe kredytów, w oczach marketingu zakładów przyjmowały status lichwy zniechęcającej do produkcji zorientowanej na eksport. Zalążkiem współpracy był program pilotażowy w postaci montażu częściowo zbudowanego pojazdu i dwóch rozmontowanych, aby finalnie zbudować kompletny pojazd z użyciem krajowych części by poddać ocenie jakość montażu pojazdów. Finalnie, zawarto kontrakt 18 listopada 2009 r na produkcję i eksport modelu Lexio opiewający na kwotę 30 mln euro. Minister Gospodarki i Rozwoju Regionalnego, Mlađan Dinkić obwieszczał plany na produkcję 450 autobusów w ciągu trzech lat, eksport na rynek francuski, włoski i niemiecki, oraz szansę zatrudnienia dodatkowych 26 pracowników. Fundusz Rozwoju Serbii przyznał 1,5 mln euro pożyczki na stały kapitał obrotowy na zakup surowców na rozpoczęcie produkcji i planowano dodatkową transzę w wysokości 1,2 mln na modernizację wyposażenia. Kontrakt miał o tyle ważny priorytet, gdyż pozwalał serbskim firmom rozwinąć się poprzez dostarczanie podzespołów do produkcji. Seryjna produkcja miała się rozpocząć w następnym tygodniu. VDL odpowiadał za dostarczanie podwozi. Model mógł zostać dostarczony z rampą dla osób niepełnosprawnych, dostosowany do przewozów szkolnych. z większą lub mniejszą liczbą wskaźników kierunkowych, kamerą cofania, blokadą antyalkoholową, czujniki parkowania, oddzielne miejsca do transportu wózków inwalidzkich i wózków dziecięcych, wraz z innymi akcesoriami. Rząd Serbii obiecywał krajowym odbiorcom dotację w wysokości 20% wartości pojazdu, o ile został wyprodukowany w Serbii Minister Gospodarki Serbii w kwietniu 2010 r dyskutował z firmami odpowiedzialnymi za recykling zamiar zastąpienia starych autobusów nowymi wprowadzając 30% zniżkę. Wsparcie pożyczką Neobusa uzasadniano zapewnieniem bezpiecznej pracy, bezpiecznego wynagrodzenia i wolnymi miejscami pracy dla 70 nowych pracowników.  
W połowie 2010 r Neobus dostarczył 7 kompletnych pojazdów dla VDL z 18 dostarczonych podwozi. Zapłata miała zostać dokonana w przeciągu 14 dni od każdego dostarczonego egzemplarza. Finalnie pieniądze przekazano trzy miesiące później za 5 pojazdów. Z braku odzewu VDL na zastrzeżenia producenta, Neobus nie dostarczył pozostałych 11 pojazdów, póki rachunek nie zostanie uregulowany. Na spotkaniu, w sierpniu 2010 r. właściciel Neobus odrzucił koncept przejęcia zakładów przez koncern VDL z uwagi na podpisany kontrakt, w odpowiedzi Holendrzy zaprzestali kontaktu , w listopadzie pojawiły się doniesienia podpisaniu przez VDL memorandum o porozumienie z belgradzkim Ikarbusem, również wspieranym przez serbski rząd. Neobus zażądał od holenderskiego koncernu ponad 900 000 euro za ukończone i częściowo dostarczone pojazdy. Problemy zakładów z Neobus zostały nagłośnione w czerwcu 2011 r. 

### Kłopoty finansowe, upadek zakładów i kupno przez Delphi
Odmowa koncernu na spłacenie zobowiązań względem partnera i odrzucenie propozycji otwarcia wspólnego rachunku, gdzie bank kontrolowałby realizację zobowiązań, stwarzało problem dla Neobusa zmagającego się ze spłatą rat kredytu zaciągniętego przez Fundusz Rozwoju Serbii na sfinansowanie produkcji. Firma złożyła wniosek o reprogramowanie zadłużenia i liczyła na pozytywne rozpatrzenie. Zdolności produkcyjne Neobus wynosiły 220 pracowników i 150 pojazdów rocznie podczas jednej zmiany. W 2011 r zakłady dostarczyły 20 autobusów belgradzkiej Lasta, co stanowiło wejście firmy w transport publiczny stolicy, i  25 pojazdów dla francuskiej Veolii. Liczono na zainteresowanie GSP Novi Sad, gdzie pojazdy marki stanowiły 80% floty. Do końca roku planowano wyprodukować 80 autobusów, co miało pozwolić utrzymać biznes. Padła propozycja połączenia fabryki z Miejskim Przedsiębiorstwem Komunikacyjnym w Nowym Sadzie, co pozwoliłoby miejskiemu przewoźnikowi zapewnić sobie pojazdy. Nagłe pogorszenie sytuacji w firmie miało miejsce po decyzji Miejskiej Przedsiębiorstwa Komunikacyjnego na zakup autobusów zagranicznego producenta, pomimo wystawionej oferty Neobusa. Do końca 2011 r wyprodukowano 56 pojazdów. Na początku 2012 r nawiązano współpracę z Daimlerem, dzięki niej Neobus dołączył do grona producentów zajmujących się zabudową podwozi Mercedes-Benz dla midibusów, oraz 12 metrowych autobusów miejskich i turystycznych. Kwietniem 2012 r rozpoczął się strajk pracowników. Pracownicy otrzymywali paczki z żywnością i artykułami higienicznymi, rozwiązania własnej sytuacji doszukiwali się w połączeniu zakładów Neobus z Przedsiębiorstwem Komunikacyjnym Novi Sad, od lat stałym partnerem biznesowym zakładów. Strajk pracowników został przesunięty o tydzień po deklaracji wypłaty dwóch z ośmiu zaległych pensji lub jednorazowej pomocy w wysokości 40 000 dinarów. Wszyscy pracownicy byli na płacy minimalnej, a producent zwlekał z wypłata zaległych pensji. Lipcem 2012 r zadecydowano o wystawieniu na sprzedaż 86% akcji Neobusa. W dniu ogłoszenia powierzchnia zakładowa liczyła 17 000 m² w Strefie Przemysłowej Novi Sadu.. W 2012 r zakłady zostały wystawione na sprzedaż, dług względem banku wyniósł 6,2 mln euro, tryb sprzedaży został określony na przyspieszony. Zainteresowanie wyrażały firmy rosyjskie. Brak zainteresowania właściciela firmy, Maghrabiego zadecydowały o konfiskacie majątku.  We wrześniu 2012 r podnoszono, iż druga transza pomocy dla strajkujących pracowników Neobus zostanie wypłacona, gdy podejrzenia o sprzeniewierzenie środków pierwszej transzy okażą się nieprawdziwe. Prowincja wypłaciła 20 000 dinarów jednorazowej pomocy pracownikom fabryki, którzy nie otrzymali pensji przez dziesięć miesięcy, a w lipcu producent obiecywał taką samą kwotę do końca miesiąca. Środki nie trafiły. 400 000 dinarów dla 193 pracowników zostało wypłaconych przez Bank Rozwoju Wojwodiny na konto Miejskiego Związku Pracowników Przemysłu Metalowego; późniejszy przegląd wskazywał 172-osobowy stan zatrudnienia zakładów. Komentarz Związku nie potwierdzał podejrzeń. Neobus miał 4,5 mln euro długu, w tym środki zablokowane przez bank w kwocie 228 mln dinarów. Dochody Funduszu wynosiły rocznie 800 000 dinarów, a 1,1 mln dinarów miał przeznaczyć na odsetki Banku. Związek zawodowy pracowników deklarował gotowość wznowienia produkcji w ciągu 7 dni, wskazując że belgradzkie Miejskie Przedsiębiorstwo Komunikacyjne zamówiło w zakładach 180 autobusów, a produkcja co najmniej 1/3 wskazanej liczby pozwoliłaby na pokrycie wierzytelności firmy. W dniu bankructwa dług zakładów wynosił 6,5 mln euro, niewypłacalność względem pracowników 13 miesięcznych pensji dla 217 pracowników i praca przez dwa lata bez zobowiązań. Związki zawodowe oponowały za reorganizację zakładów, wykluczając ogłoszenie upadłości i w konsekwencji utratę pracy dla wszystkich pracowników. 12 czerwca 2014 r o godz. 12 miała się odbyć sprzedaż nieruchomości na terenie zakładów w Strefie Przemysłowej zarządzona przez Sąd Gospodarczy w Nowym Sadzie. Neobus złożył wniosek o upadłość 22 listopada 2011 r i w lutym oficjalnie ją ogłosiła. Kaucja jaką mieli wpłacić potencjalni kupujący wynosiło ok. 1.3 mln euro, wstępna cena ok. 3.4. mln euro (tj. 50% wartości). Prywatyzacja zakładów jest uważana za jedną z najbardziej udanych. W lutym 2013 r donoszono o planach nawiązania strategicznego partnerstwa chińskiego Yutonga z Neobusem, gdzie chiński gigant wysyłałby pieniądze i części do Nowego Sadu. Gigant deklarował gotowość zapłacenia miesięcznych pensji pracownikom (o wyższej kwocie niż otrzymywane przez chińskich pracowników), kierując się chęcią ekspansji na rynkach bałkańskich. Przedstawiciel firmy Neobus negował zobowiązania wypłaty pensji pracownikom  za okres spędzony na strajku, który trwał od kwietnia 2012 do bankructwa 22 listopada wskazując na zapisy prawa pracy. Przedstawiciel związków zawodowych uważał ze każdy z wierzycieli ma prawo do kwestionowania długów, a decyzja o liście wierzycieli jest podejmowana przez właściwy sąd i oczekuje wypłaty wszystkich wynagrodzeń w całości. Majem 2013 firma zatrudniała 45 osób, a zakłady kończyły budowę czterech zakontraktowanych luksusowych autokarów. Donoszono o planach chińskiego Yutong względem Neobusa, lecz plany zakończyły się fiaskiem W międzyczasie dostarczono turystyczny model Terra VT. Plan reorganizacji nie został zaakceptowany w czerwcu 2013r. Prezes zarządu zapowiadał z Yutongiem wspólne prace nad prototypem nowego autobusu, cechującym się korzystną ceną spełnianiem wszystkich warunków niezbędnych do wejścia na rynki UE. Właściciel firmy, Mohammad zrezygnował z prowadzenia interesów w Serbii. Pracownicy Neobus odmówili podpisania zaproponowanego planu upadłościowego przez syndyk masy upadłościowej. 117 ze 180 osób odmówiło. Żądali wypłaty płacy minimalnej. Zakłady złożyły wniosek o upadłość w lutym 2014 r., a wartość firmy wynosiła ok. 6,8 mln euro. Zadłużenie - ok. 12 mln euro. Marcem 2015 r firma MPZ Agrar prowadzona przez Petara Matijevića zakupiła Neobusa w ramach aukcji. za kwotę 267 mln dinarów. Nowy właściciel planował produkcję traktorów i maszyn rolniczych, a z czasem kontynuację produkcji autobusów. Pomimo dość dobrze prosperującej sytuacji firmy, właściciel zrezygnował z dalszego prowadzenia działalności. Neobus stał się częścią Delphi Corporation w 2015, pozostawiając hale produkcyjne puste, a dokumentacja została przeniesiona do archiwum lub zuutylizowana.

## Modele[79]

### Midi/mini
- Stella[80]
- Mercury - podwozie FAP, silnik FAMOS[30]
- Moderado

### Autobusy miejskie
- Citta LF (podwozie Volvo B7R) - miejski, podmiejski, podwozie Volvo B7R, (dawniej NB 503G LE)
- Citta SLF (podwozie Volvo B9L)[81]
- Citta LEA (podwozie Volvo B12)[82]

### Autobusy międzymiastowe
- Adequat
- Luna

### Autobusy dalekobieżne
- Universo (podwozie Volvo B12B)[27]
- Terra (podwozie B7R)

### Autobusy specjalne
- Solle (podwozie FAP, silnik FAMOS)

## Historyczna gama
- TAM AS 3500 - miejski, podmiejski
- TAM 190 A 11
- nadwozie Neobus na podwoziu Volvo B10B (2002 r) - podwozie podarowane przez koncern Volvo w ramach wdzięczności za długoletnią współpracę[83]
- B10 MA Mk. III/Neobus (1989)  - przegubowy, seria 10 sztuk[84]

- Dubrava
- TAM 260 A 180 M
- TAM 260 A 116
- TAM 190 A 11 M/P
- TAM 190 A 110 P
- TAM 260 A 180  (1988) - przegubowy
- 405 Z (podwozie Mercedes Benz O405 lub Volvo)
- 405P (Volvo B7L) - miejski
- 405 PZ (Mercedes-Benz 0405G, Volvo)- miejski przegubowy, dł. 18 m
- 406P (Volvo B7L) - miejski
- 406 M - lokalny, podwozie Volvo
- 407 T (Volvo B7R)/VT (Volvo B12B) - niskopodwoziowy/turystyczny
- Low Entry 501G (Volvo B7R LE) - niskopodłogowy[85]
- 25.180 NGZ - prototyp, niskopodłogowy
- 502G (2002 r) - niskopodłogowy, dla Malty,
- 501G (2005 r) (podwozie Volvo B7R LE)